# Al-Mansur Ibn Abi Amir
Abu Amir Muhammad ibn Abdullah Ibn Abi Amir, Al-Hajib Al-Mansur (arabiska: أبو عامر محمد بن عبد الله بن أبي عامر الحاجب المنصور), född omkring 938, död 1002, känd som Almansur, var de facto härskare över den muslimska provinsen Al-Andalus i slutet av 900-talet och början 1000-talet. Under hans tid stod det muslimska inflytandet i Spanien som högst. Han efterträddes av sin son Abd al-Malik al-Musaffar.
Han är förebild till min herre Almansur i Frans G Bengtssons berättelse om Röde Orm.